# Гардене
Га́рдене (латыш. Gardene) — населённый пункт в Латвии. Входит в состав Аурской волости Добельского края. Прежнее название — Добеле-2. Находится на дороге P97 в 5 км от города Добеле и 86 км от Риги. Рядом с Гардене протекает река Берзе.

## История
Населённый пункт был построен после Второй мировой войны как военный городок для размещения 24-й танковой дивизии Советской армии. Здесь находились 177-й танковый полк, 193-й учебный танковый полк и 84-й отдельный учебный батальон связи. В городке, помимо казарм и ангаров для техники, имелись медсанчасть, большой спортивный городок, стадион, киноконцертный комплекс. Офицеры проживали в трёх- и пятиэтажных домах. Имелся двухэтажный торговый комплекс, комбинат бытового обслуживания с пошивочной мастерской и парикмахерской, детский сад и восьмилетняя школа.
Во второй половине 1970-х годов была построена средняя школа с обучением на русском языке, получившая наименование Добельская средняя школа № 3.
В настоящее время большая часть казарм разобрана, некоторые ангары используются как производственные помещения. Действует начальная школа с латышским языком обучения. Имеется автобусное сообщение с городом Добеле.

## Климат
| Средняя температура воздуха в Гардене |      |      |      |      |       |       |       |       |       |      |      |      |
| Месяц                                 | Янв  | Фев  | Март | Апр  | Май   | Июнь  | Июль  | Авг   | Сен   | Окт  | Нояб | Дек  |
| Средняя температура (°C)              | -4,8 | -4,5 | -0,9 | +5,1 | +11,3 | +15,3 | +17,0 | +16,5 | +12,3 | +7,5 | +2,2 | -2,1 |

## Галерея

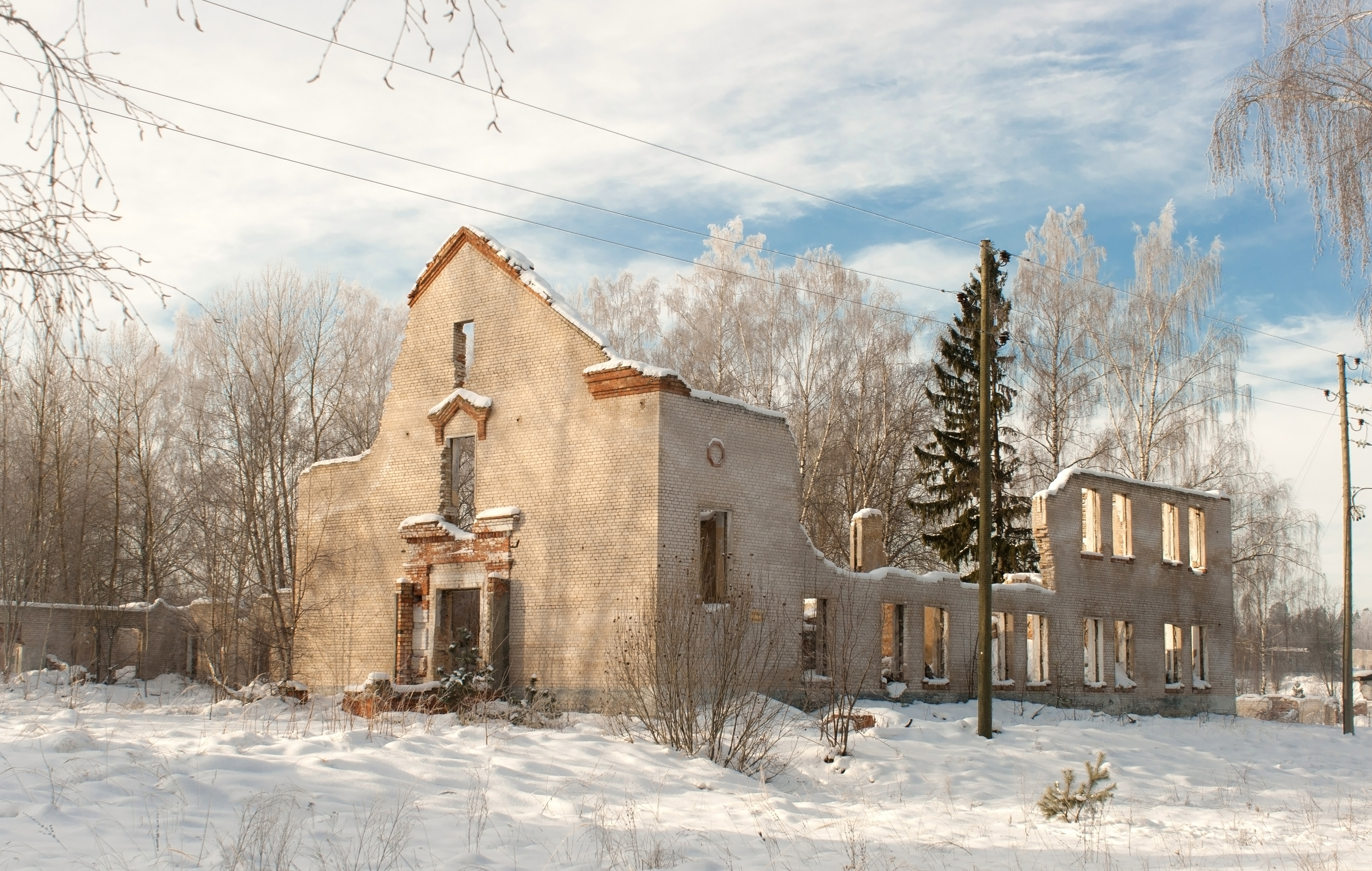
Разрушенный дом офицеров в Гардене